# Южна Морава
Вижте пояснителната страница за други значения на Морава.
Южна Морава или Българска Морава (на сръбски: Јужна Морава или Južna Morava) е река в Северна Македония, Косово и Сърбия, дясна съставяща на Велика Морава (десен приток на Дунав). Дължина 295 km, площ на водосборния басейн 15 469 km².
Река Южна Морава води началото си под името Ключева река на 1340 m н.в., в най-високата част на планината Скопска Църна гора, в северната част на Северна Македония. На 8 km след извора си навлиза на територията на Косово, след като при село Корбулич завие на север се нарича Голема река, а след село Бинач, където излиза от планината Скопска Църна гора – Биначка Морава. Биначка Морава пресича югоизточната част на Косово, като тече през хълмиста местност в широка долина. След косовското село Корминджан завива на югоизток, навлиза в тясно дефиле и северозападно от сръбското село Кончул преминава на сръбска територия. При село Лучане вече под името Южна Морава (или Българска Морава) излиза от дефилето, рязко завива на североизток и навлиза в Буяновацката котловина, където долината ѝ отново става широка и плитка, а течението спокойно. Североизточно от град Враня долината ѝ отново се стеснява, а след град Владичин хан – добива проломен характер между планините Руй на изток и Кукавица на запад. Югоизточно от град Лесковац излиза от пролома и навлиза в южната част на обширната Нишка котловина, като долината ѝ се разширява на места до 5 – 10 km. След град Ниш, където получава най-големия си приток Нишава долината ѝ още повече се разширява (до 15 – 20 km), течението и става бавно и спокойно, съпроводено с множество меандри. На 1,5 km северозападно от град Сталач, на 139 m н.в. се слива с идващата отляво река Западна Морава и двете заедно дават началото на река Велика Морава (десен приток на Дунав).
Водосборният басейн на Южна Морава е с площ от 15 469 km² (41,31% от водосборния басейн на Велика Морава), като обхваща югоизточните части на Сърбия, западните части на България (1232 km²), югоизточната част на Косово и малък участък от крайната северна част на Северна Македония. На североизток и изток водосборния басейн на Южна Морава граничи с водосборните басейни на реките Тимок, Огоста и Искър (десни притоци на Дунав), на югоизток и юг – с водосборните басейни на реките Струма и Вардар (от басейна на Егейско море), а на запад – с водосборните басейни на реките Ибър и Расина (десни притоци на Западна Морава).
Основните притоци: леви – Крива, Ветерница (75 km, 515 km²), Ябланица (85 km, 896 km²), Пуста (71 km, 569 km²), Топлица (136 km, 1028 km²); десни – Власина (70 km, 991 km²), Нишава (218 km, 4086 km²), Сокобанска Моравица (58 km, 606 km²).
Южна Морава има предимно дъждовно и снежно подхранване с ясно изразено пролетно пълноводие и лятно маловодие. Често явление през пролетта са епизодичните прииждания в резултат на преждевременно затопляне и бързото снеготопене във водосборния ѝ басейн. Среден годишен отток в устието около 100 m³/s.
Долината на реката е гъсто населена и в нея са разположени множество селища, като най-големите са: Буяновац, Враня, Владичин хан, Лесковац, Алексинац и други в Сърбия.

## Други
На Южна Морава е наречена улица „Българска Морава“ в София (Карта).